# Timo Soini
Timo Juhani Soini (sinh ngày 30 tháng 5 năm 1962) là một chính trị gia người Phần Lan là người đồng sáng lập và lãnh đạo Đảng Finns. Ông đã từng là Phó Thủ tướng của Phần Lan, cũng như Bộ trưởng Bộ Ngoại giao, từ năm 2015.
Ông được bầu làm thành viên của hội đồng thành phố Espoo năm 2000 và Quốc hội Phần Lan vào năm 2003. Trong cuộc bầu cử Nghị viện Châu Âu năm 2009, ông đã giành một ghế trong Quốc hội Châu Âu với tỉ lệ phiếu bầu cá nhân cao nhất của Phần Lan (gần 10% tổng số phiếu bầu) Trở thành thành viên đầu tiên của Đảng Finns trong Nghị viện Châu Âu. Ông là thành viên của Nghị viện Châu Âu từ năm 2009 đến năm 2011, khi ông trở lại Quốc hội Phần Lan.
Trong cuộc bầu cử quốc hội năm 2011, đảng của ông giành được 19,1% số phiếu, được các phương tiện truyền thông Phần Lan mô tả là "gây sốc" và "đặc biệt". Soini đã giành được nhiều phiếu bầu nhất của tất cả các ứng viên, để lại phía sau Bộ trưởng Ngoại giao Phần Lan Alexander Stubb và Bộ trưởng Bộ Tài chính Jyrki Katainen trong khu vực bầu cử. Helsingin Sanomat kết luận rằng "Timo Soini viết lại cuốn sách lịch sử bầu cử".
Sau cuộc bầu cử quốc hội năm 2015, đảng của ông ta đã gia nhập một chính phủ liên hiệp và Soini trở thành Phó Thủ tướng và Bộ trưởng Bộ Ngoại giao vào tháng 5 năm 2015. Sau đó, Soini trở thành một trong những nhà phê bình nổi tiếng thế giới Tháng 3 năm 2017, Soini tuyên bố sẽ từ chức Chủ tịch Đảng Finns vào tháng 6 năm 2017.